# Mai-Otome
Mai-Otome (舞-乙HiME, Mai-Otome) É uma série anime criado por Sunrise. Realizado por Masakazu Obara e escrita por Hiroyuki Yoshino, é derivada de Mai-HiME série anime e, como tal, Mai-Otome realiza-se numa nova história com novos personagens principais.
A série estreou na TV Tokyo inicialmente a partir de 6 de outubro de 2005 a 30 de março de 2006. Um OVA  para a série, Mai-Otome Zwei, tem sido feito e lançado no Japão, e um próximo predecessor, Mai-Otome 0~S.ifr~, tem sido anunciado. A série é licenciado para a distribuição pelos norte-americanos Bandai Entertainment. Em Inglês, ele está sendo liberado sob o título My-乙Hime: My-Otome.

## História
A história de Mai-Otome tem lugar num futuro distante do planeta Earl, colonizadas por imigrantes da Terra séculos atrás. A "Velha Tecnologia" tem sobrevivido, sob a forma de nanomáquinas que permitem a virgens do sexo feminino assumirem o papel de Meister Otomes - guarda-costas, atendentes e guerreiros que servem a realeza de vários reinos.
Arika Yumemiya, chegou ao Reino Windbloom em busca de sua mãe, quem Arika sabe que foi uma Otome. Em sua chegada, ela conhece a top Coral Otome estudante, Nina Wáng, e a herdeira ao trono de Windbloom , Mashiro Blan de Windbloom. A série segue o progresso da Arika como um estudante em Garderobe Academia e as maquinações das pessoas desejando o poder destrutivo da velha tecnologia para eles próprios.

## Personagens

### Academia Garderobe
- Arika Yumemiya
- Nina Wáng
- Erstin Ho
- Irina Woods
- Tomoe Marguerite
- Lilie Adean
- Yayoi Alter
- Miya Clochette
- Akane Soir
- Chie Hallard
- Shiho Huit
- Juliet Nao Zhang
- Natsuki Kruger
- Shizuru Viola
- Maria Graceburt
- Yukariko Steinberg
- Yōko Helene
- Fumi Himeno

### Reino de Windbloom
- Mashiro Blan de Windbloom
- Mikoto
- Sakomizu Cardinal
- Aoi Senō
- Mimi

### Principado de Artai
- Nagi Dài Artai
- Sergey Wáng
- Tatsuhiko Gorvic Zaycech IV
- Yamada

### República de Aries
- Yukino Chrysant
- Haruka Armitage

### Aswad
- Midori
- Rad
- Lumen
- Gal
- Dyne

### Zipang
- Takumi Tokiha
- Akira Okuzaki
- Iori
- Mai Tokiha

### Império de Cardair
- Argos XIV
- Fiar Grosse
- Kazuya Krau-xeku

### Florence
- Charles Guinel Roy d'Florence VIII
- Rosalie Claudel

### Lutecia Romulus
- O Rei de Lutecia Romulus
- Karla Bellini

### Lutecia Remus
- A Rainha de Lutecia Remus
- Laura Bianchi

### Annan
- Nguyen Bao
- Ein Ruu

### Schwarz
- John Smith

### Outros
- Lena Sayers
- Miyu
- Alyssa Sears
- Mikoto
- Sara Gallagher
- Maya Bryce

## Músicas
Temas de Abertura
- Dream☆Wing  por Minami Kuribayashi (Ep. 1–15)
- Crystal Energy  por Minami Kuribayashi (Ep. 16–25)
- Fierce Sky/Raging Earth  por Yuki Kajiura (Ep. 26)

Tema de Encerramento
- Otome wa DO MY BEST desho?  por Mika Kikuchi e Ami Koshimizu (Ep. 1–26)

Outros
- Kaze to Hoshi ni Dakarete...  por Minami Kuribayashi (Ep. 24)
- Hoshi ga Kanaderu Monogatari  por Ami Koshimizu (Ep. 22)
- MATERIALISE por Yuki Kajiura (Ep. 1–26)